# Chicago Public Media

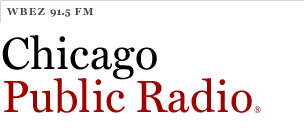
Logo de la Chicago Public Radio jusqu'en 2010.

Chicago Public Media, ou CPM, est une association à but non lucratif américaine qui représente le réseau de radiodiffusion public NPR pour la ville de Chicago et sa région. La société possède deux stations de radio affiliées au réseau NPR, et produit plusieurs programmes radiophoniques, notamment le jeu radiophonique Wait Wait... Don't Tell Me!, l'émission documentaire This American Life et l'émission à thématique rock Sound Opinions. Le siège du Chicago Public Media est situé sur la jetée Navy.

## Stations de radio
CPM possède et gère deux stations de radio :
- WBEZ, 91.5 FM, est la principale station de radio de service public de la ville de Chicago. Elle est également disponible à Morris sous l'indicatif WBEQ et sur la fréquence 90.7, et à Elgin sous l'indicatif WBEQ et la fréquence 91.3.
- WBEW (en), 89.5 FM, plus connue sous le nom de Vocalo, est une station de radio basée à  Chesterton, dans l'Indiana.

## Programmes radiophoniques
CPM produit via ses stations de radio plusieurs émissions propres. Certaines de ses émissions sont diffusées à l'échelle nationale via les réseaux de radiodiffusion auxquelles ses stations sont affiliés, soit le réseau NPR et le réseau PRI. Parmi les émissions en onde, on compte :
- This American Life, émission produite par WBEZ et diffusée sur les stations du réseau PRI ;
- Sound Opinions, émission sur la musique rock diffusée sur le réseau numérique PRX ;
- Wait Wait... Don't Tell Me!, jeu radiophonique diffusé sur les stations du réseau NPR ;
- Worldview, émission quotidienne d'information et d'actualité politique.